# Nokia 3310 (2017)
 For alternative betydninger, se Nokia 3310. (Se også artikler, som begynder med Nokia 3310)
Nokia 3310 er en Nokia-markedsført mobiltelefon, lanceret i 2017 og udviklet af HMD Global. Mobiltelefonen blev annonceret den 26. februar 2017 på Mobile World Congress (MWC) 2017 i Barcelona, Spanien, som en genproduktion af den originale Nokia 3310, der var produceret i 2000'erne.

## Lancering
Den 14. februar blev det reporteret, at en moderniseret udgave af Nokia 3310 vil blive præsenteret på Mobile World Congress 2017 i Barcelona. Prisen ville, ifølge kilder, være 59 euro. Den 26. februar 2017 blev den moderniserede version af Nokia 3310 lanceret af HMD Global Oy (som har rettighederne til at markedsføre mobiltelefoner under Nokia-brandet) til en pris på 49 euro. Den første genproduktion af 3310 understøttede kun 2G-netværker, hvilket ledte til kritk fra flere lande, herunder USA, Australien og Singapore.
En forbedret udgave af 3310, der understøttede 3G-netværker, blev sendt på markedet den 29. oktober 2017.

## Funktioner og design
Den nye 3310 har funktioner som FM radio, Opera Mini-webbrowseren, lydoptager og et 2 megapixel-kamera med blitz og videooptagelse. Nogle modeller har Bluetooth 3.0 og Dual SIM. Det originale Snake-spil er blevet erstattet med Gamelofts Snake Xenzia med opgraderede baner og grafik. Det er muligt at downloade andre applikationer til mobiltelefonen.
3310's ydre design ligner i høj grad den originale Nokia 3310 i både udtryk og form. Mobiltelefonen kommer i to blanke farver (rød og gul) samt to matte farver, tæt på den originale 3310 (mørkeblå og grå).

### 3G-version
3G-versionen har en række ændringer i forhold til den først lancerede 3310. Den interne hukommelse på telefonen er øget til 128 MB fra 16 MB. Der er også en række kosmetiske forandringer, herunder et nyt sølvfarvet tastatur. Telefonen kommer i fire nye farver: Yellow, Warm Red, Azure and Chacoal. Størrelsen på mobitelefonen blev også forøget med 13,29% for at gøre brug af tastaturet ergonomisk bedre. Alle 3310 3G-versioner understøtter Bluetooth 2.1.
Software-mæssigt har 3310 3G også fået nogle opgraderinger, herunder et opdateret styresystemt, som HMD har kaldt "Smart Feature OS", som kører på Java.

### 4G-version
En 4G-version af 3310 blev sendt på markedet sidst i januar 2018 i Kina, i samarbejde med China Mobile. Mobiltelefonen benytter sig af styresystemet YunOS, en afgrening af AOSP (Android). Den interne hukommelse er blevet udvidet til 512 MB, og understøtter nu et 64 GB memory card.

## Modtagelse
HMD bekendtgjorde den 2. juli 2017 at den nye 3310 var blevet kraftigt efterspurgt og derfor udsolgt på mange markeder. Engelske detailhandler Carphone Warehouse sagde den 10. marts at efterspørgslen var "forbløffende". Den nye 3310 modtog blandede anmeldelser fra kritikkerne. CNet var begejstrede for telefonens batterilevetid, pris og modstandsdygtighed, men Techradar og The Guardian sagde, at telefonen mangler den alsidighed som moderne brugere er blevet vant til.